# Exoneura punctata
Exoneura punctata là một loài Hymenoptera trong họ Apidae. Loài này được Rayment mô tả khoa học năm 1930.